# Echeandia tenuis
Echeandia tenuis är en sparrisväxtart som först beskrevs av Charles Alfred Weatherby, och fick sitt nu gällande namn av Robert William Cruden. Echeandia tenuis ingår i släktet Echeandia och familjen sparrisväxter. Inga underarter finns listade i Catalogue of Life.